# Serapia Olledacruz
Serapia Olledacruz (Puerto Rico, fl. 1881) va ser una pintora porto-riquenya.
Natural de Puerto Rico, quan l'illa era encara colònia espanyola. Va ser deixebla de Francisco Oller y Cestero. Sembla que amb l'establiment d'Oller a la península a partir de 1878, en arribar la notícia a l'illa, alguns alumnes el van seguir per tal de prosseguir els estudis artístics amb ell. Només es coneix d'ella la seva participació a l'Exposició Nacional de Belles Arts de Madrid de 1881, on va presentar l'obra titulada Paisatge de Puerto Rico.